# Long Island Medium
Long Island Medium est une émission de télé-réalité américaine diffusée sur TLC depuis le 25 septembre 2011.
La deuxième saison a été lancée le 25 mars 2012 et la troisième, le 9 septembre de la même année. Le 2 novembre, TLC annonce le renouvellement de la série pour une quatrième saison, présentant un format d'une demi-heure dont le lancement s'effectuera en mars 2013.
La chaîne Discovery Investigation France a diffusé les six  premières saisons.

## Concept
Tournée à Hicksville (New York), la série met en vedette la vie de Theresa Caputo, une médium affirmant pouvoir communiquer avec les morts de ses clients et leur famille.

## Distribution
- Theresa Caputo (VF : Nathalie Homs)
- Larry Caputo (VF : Frédéric Popovic)
- Larry Jr. Caputo (VF : Tony Marot)
- Victoria Caputo (VF : Marie Diot)

## Réception
La première saison attire une moyenne de 1,3 million de téléspectateurs pr épisode. Gregg Goldstein du magazine Variety souligne la personnalité vivace de Theresa Caputo.
Le premier épisode de la deuxième saison attire 2,28 millions de téléspectateurs.
Le 1er avril 2012, la James Randi Educational Foundation remet le Pigasus Award à l'émission pour la personnalité « psychique » ayant berné le plus grand nombre de personnes avec le moins d'efforts durant l'année précédente. Le fondateur James Randi a déclaré que « [le spectacle] est à la fois insensé et dangereux ». Un Pigasus award a également été donné à TLC pour avoir continué à diffuser l'émission.
En juin 2012, Mme Caputo apparaît dans des publicités de Priceline.com,.

## Épisodes

### Première saison (2011)
1. Médium à temps plein (No Turning Off)
2. À bout de nerfs (Driving Me Nuts)
3. Un esprit encombrant (Spirit Release)
4. Trouve-toi une occupation (This Isn't Working)
5. Elle est des nôtres (Theresa's Upgrade)
6. Ré-évolution (Reconnecting)
7. Un cadeau empoisonné (Blessing & A Curse)
8. Tout s'explique... ou presque (Theresa Explains It All)
9. Embarquement immédiat pour l'au-delà (Sailing With Spirits)

### Deuxième saison (2012)
1. Les parents de Zach (Meeting the Parents)
2. Tambours thérapeutiques (Drumming and Healing)
3. Histoire de poids (Losing It)
4. Pauvre Petey (Poor Petey)
5. Esprit de Noël (Christmas Spirit)
6. Esprits al dente (Spirit Al Dente)
7. La voiture de Victoria (Car Crazy)
8. La relève (Just Like Me)
9. Permis de négocier (Wheelin' & Dealin)
10. Saint-Valentin (Long Island Romance)
11. Des ventres dans tous leurs états (Bellies & Babies)
12. En route pour la fac ? (Apply Yourself)
13. Attention : sceptiques (Uneasy)
14. Une virée à New York (Spirit and the City)

### Troisième saison (2012)
1. Retour au bercail (Homecoming)
2. Un anniversaire surprise ? (A Medium Surprise)
3. Aidez-moi ! (Help Me)
4. Le bal de la princesse (The Princess and Her Prom)
5. Têtes en l'air (The Flying Larrys)
6. Zéro de conduite (My Keys Now)
7. La plage aux esprits (Beach Bonding)
8. La diplômée (The Graduate)
9. Portrait de famille (The Family Photo)
10. Joe le sceptique (Joe Skeptic)
11. FAQ (FAQ)
12. Inédits (Never Before Seen)
13. Theresa face à ses peurs (Theresa and the Tent)
14. Père et fille aux antipodes (Like Father, Not Like Daughter)
15. La sorcière d'Halloween (Halloween Spirit)
16. Mon rayon de soleil (Hello College)

### Quatrième saison (2013)
1. Ma princesse me manques
2. Theresa fait du sport
3. La Quinte flush royale
4. L'esprit de Sandy
5. Le joueur de Poker
6. Pourquoi moi ?
7. Où est Louie[11] ?
8. L'entremetteuse médium
9. Le Bingo
10. La pelôte d'épingles
11. Esprit sur les pistes
12. Soirée entre fille
13. Inédit
14. Il était une fois un rêve
15. La Patiente
16. Chantier
17. Esprit, dégage
18. Inédits 2
19. Sur la route : Philadelphia
20. Sur la route : Niagara
21. Après la séance n 1

### Cinquième saison (2014)
1. Syndrome du nid vide
2. Vivré, c'est changer
3. Ju-stice soit faite
4. Visite surprise
5. C'est la rentrée
6. Nouvel an chinois
7. Un amour de médium
8. Vide-Greniers
9. Pas facile d'être moi
10. Le spectacle continue
11. Une vie de chien
12. Sauge qui peut !
13. En poussière tu retourneras
14. Un portait
15. La colonscopie
16. La course de moto
17. Les Fiançailles
18. Adieu,Petey
19. Après la séance n 4
20. Sur la route : la Nouvelle Orléans

### Sixième saison (2015)
1. Les sceptiques
2. Culpabilité
3. Maisons Hantés
4. Un grand pardon
5. Un souvenir de Peter
6. Le grand jour
7. Les dents de sagesse
8. Théresa est les enfants
9. La fête des voisins

### Septième saison (2016)
DIFFUSION EN OCTOBRE EN VF SUR LA CHAÎNE DISCOVERY INVESTIGATION (INÉDIT)